# ダビデ像 (ベルニーニ)
ダビデ像 (英: David)は、17世紀イタリアの芸術家ジャン・ロレンツォ・ベルニーニが制作した等身大の大理石彫刻である。ベルニーニのパトロンであった枢機卿シピオーネ・ボルゲーゼが、現在はボルゲーゼ美術館となっている自身の別荘に飾るために発注した多数の作品のうちの一つである。1623年から1624年にかけて、7ヶ月の制作期間を経て完成された。
この作品の主題は旧約聖書『サムエル記』上17章に描かれるダビデとゴリアテの決闘のシーンであり、ダビデが今まさにゴリアテを打ち倒すべく石を投げようとする姿を彫り上げたものである。このシーンのあと、ダビデは石を額に受けて倒れ伏したゴリアテの首を刎ねて討ち取る。この主題は多くの芸術家が取り上げて作品を残しているが、ベルニーニのダビデ像はそれ以前の作品、特にミケランジェロのダビデ像との比較において、内に秘めた闘志と今まさに投げようとする動きの表現により新境地を開拓したものと評価されている。

## 制作の背景
1618年から1625年にかけて、ベルニーニは常連客の1人であったシピオーネ・ボルゲーゼ枢機卿から、別荘のために複数の彫刻を制作して欲しいと依頼された。1623年、まだ24歳であった若き芸術家ベルニーニは『アポロンとダフネ』の制作に取り組んでいたが、如何なる理由からか一旦その制作の手を止めて、ダビデ像の制作に着手した。支払い記録によれば、ベルニーニは1623年半ばには着手していたようである。同時代の伝記作家フィリッポ・バルディヌッチは、ベルニーニはそれから7ヶ月で完成させた、としている。
ダビデ像は、ボルゲーゼ枢機卿から依頼された最後の作品であった (納品自体は『アポロンとダフネ』などの方が後である)。なお、この作品の制作に着手した直後であろう1623年8月には、ベルニーニの友人で庇護者でもあったマッフェオ・バルベリーニが教皇に選出されてウルバヌス8世として着座している。

## 主題
旧約聖書『サムエル記』上17章の情景が主題となっている。イスラエル人とペリシテ人の間で戦さとなり、ペリシテ人随一の戦士ゴリアテがイスラエル人の軍勢の前に進み出て決闘を挑んできた。イスラエル人はその威勢に怯み、誰もそれに立ち向かおうとしなかったが、そこに若き羊飼いダビデが進み出る。ダビデは「神の名によって、おまえに立ち向かう」と言って、石を取り出して投石紐でもってゴリアテに投げ放つ。
この像のダビデの姿は、典型的な羊飼いの服装である。ダビデの傍らには鎧が置かれているが、これはイスラエルの王サウルが決闘に赴くダビデに与えたもので、ダビデがいったんは身に付けたものの、慣れていないから、という理由で脱ぎ捨てたものである。足元にはハープも置かれているが、これはダビデがハープを能くする者として詩篇に登場することから、ダビデのアイコンとして描かれているものである。

## 影響
この主題は、ドナテッロやヴェロッキオ、ミケランジェロといったルネサンス期の芸術家も取り上げているが、ベルニーニのダビデ像はいくつかの重要な点においてそれらの作品とは異なっている。
一つには、彫刻作品がそれ自身で完結するのではなく、周囲の空間との相互作用までが表現に含まれていることである。これは必ずしもベルニーニに始まるものではなく、『サモトラケのニケ』のようなヘレニズム時代の彫刻においても意識されていたことである。ベルニーニがダビデ像を制作するにあたって影響を与えたとされるものには、ヘレニズム彫刻の一つ『ボルゲーゼの剣闘士』が挙げられる。今まさに攻撃を仕掛けようとしている剣闘士の動きは、ダビデが投石紐を振り回そうとする姿に通じるものがある。もう一つの違いは、ベルニーニが彫り出すことを選んだ「物語の瞬間」である。ドナテッロのダビデ像とヴェロッキオのダビデ像はダビデがゴリアテを討ち取った後の姿を選んでいるのに対し、ミケランジェロはこれから戦おうとする姿を選んでいる。一方、ベルニーニは、ダビデがまさに石を投げようとする行為を描くことを選んでいる。実はこれは当時としては斬新なことで、古代以降の彫刻では物を投げる姿を取り上げるのは極めてまれであった。一方、絵画では動きを描こうとするのは普通であり、例えばアンニーバレ・カラッチはフレスコ画においてキュクロープスのポリュペーモスが石を投げるさまを描いている。ベルニーニはカラッチを史上4番目に偉大な画家と評しており、ローマのファルネーゼ宮に描かれたポリュペーモスのことも知っていたと考えられる。
ベルニーニは、レオナルド・ダ・ヴィンチの著作にも精通していたのではないかと考えられている。ダ・ヴィンチは『絵画の書』(Trattato della pittura) の中で絵画において物を投げる人物をどのように描くか、という問題を取り扱っており、ベルニーニがこれをダビデ像の制作にあたって参考にした可能性がある。
ベルニーニのダビデ像にインスピレーションを与えたものとして紀元前5世紀のミュロンの『円盤投げ』が挙げられることもあるが、『円盤投げ』は17世紀初頭の時点では文献に現れるのみで、当時伝わっていた複製品についても正しい姿が認識されたのは1781年のことであるため、この説には疑問がある。また、クインティリアヌスやルキアノスが著作の中で『円盤投げ』に言及しているのも、投げる行為についてというより、膝が伸びているか曲がっているかという話についてであった。

## 様式および構成
バロック期は彫刻の革新期であり、ベルニーニはその最前線に立っていた。ルネッサンス期の彫像は真正面を向いており、鑑賞者がある決まった位置から見ることを意図していた。一方、ベルニーニのダビデ像は、見る角度による変化も考慮に入れて制作され、像の周囲に空間を設け、鑑賞者に周囲を歩き回って鑑賞することを求める「立体作品」となっている。これにより、ダビデ像は鑑賞者を作品自体には描かれない敵ゴリアテとの戦いの渦中に引き込むのである。すなわち、ダビデはその爪先を台座の端に置きながら、文字通り現実と芸術作品の境界を踏み越えている。また、これは彫刻における時間と空間の関係に挑戦するものでもあった。ミケランジェロのダビデ像のような不変の静かさに対して、ベルニーニは動きの過程の中の一瞬を切り取ることを選択している。すなわち、ベルニーニはミケランジェロのダビデ像において内に秘められたエネルギーを解き放つ過程を描いたのである。
感情表現の面においても、ベルニーニの彫刻は、ダビデ像で見られる怒りなどのような、さまざまな極端な精神状態の表現を探求したという点で革命的であった。ダビデ像においても、攻撃に集中しているダビデの顔は眉をひそめて下唇を噛む、ゆがんだ表情になっている。伝記作家バルディヌッチとベルニーニの息子ドメニコは、バルベリーニがベルニーニの顔に鏡をかざし、ベルニーニが自分自身をモデルとして彫刻できるようにしていた、という逸話を語っている。これは、ベルニーニの制作手法についてだけでなく、未来の教皇との間で極めて親密な関係にあったことを示している。
写実性を追求するだけでなく、ダビデ像は戦士像をどのように表現すべきかについて、当時の慣習にも従っている。生涯において人体比率を追求したアルブレヒト・デューラーが示したように、ダビデ像は vir bellicosus (好戦的な男性) を最もよく表現する11頭身となっている。また、ダビデがのちに「ユダのライオン」となることから、後退した額、突出した眉、曲がった鼻を持つ獅子面で表現されている。